# Joseph Cotten
Joseph Cheshire Cotten, född 15 maj 1905 i Petersburg, Virginia, död 6 februari 1994 i Westwood, Los Angeles, Kalifornien, var en amerikansk skådespelare.

## Biografi
Cotten sysslade bland annat med att sälja färg och vara teaterkritiker för Miami Herald medan han kämpade för att etablera sig som skådespelare. Han gjorde Broadwaydebut 1930. Så småningom blev han bekant och vän med Orson Welles och medverkade i flera av Welles pjäser, bland annat den berömda radioföreställningen av Världarnas krig 1938.
Hans karriär inom filmen började 1941 när han av Orson Welles inbjöds att medverka i Citizen Kane. Cotten spelade där barndomsvän till huvudpersonen. Han spelade också huvudrollen i Welles andra film, De magnifika Ambersons, liksom i Alfred Hitchcocks Skuggan av ett tvivel och Carol Reeds Den tredje mannen.
Med sitt intelligenta ansikte och genljudande stämma blev han sedan en av sin tids mest populära filmstjärnor i såväl thrillers som romantiska filmer. Bland hans övriga filmer kan nämnas Gasljus (mot Ingrid Bergman) och Duell i solen.
Hans sista framträdande var i Heaven's Gate 1980. Året därpå drabbades han av ett slaganfall.
Han är en av de skådespelare som fått äran av en egen stjärna på The Walk of Fame på Hollywood Boulevard. 
Cottens änka, skådespelaren Patricia Medina, avled den 28 april 2012 vid 92 års ålder.

## Filmografi i urval
- 1941 – Citizen Kane
- 1942 – De magnifika Ambersons
- 1943 – Farlig medpassagerare
- 1943 – Skuggan av ett tvivel
- 1944 – Gasljus
- 1944 – Vi ses igen
- 1946 – Duell i solen
- 1947 – Katrin gör kiär
- 1949 – Den tredje mannen
- 1949 – Porträtt av Jennie
- 1949 – Bortom skogen
- 1950 – Det var på Capri
- 1951 – Expressen till Peking
- 1951 – Mannen med kappan
- 1953 – Niagara
- 1953 – Mord efter ritning
- 1956 – Över gränsen
- 1956 – En mördare går lös
- 1957 – Jag är lagen!
- 1961 – Mannen utan nåd
- 1964 – Hysch, hysch, Charlotte!

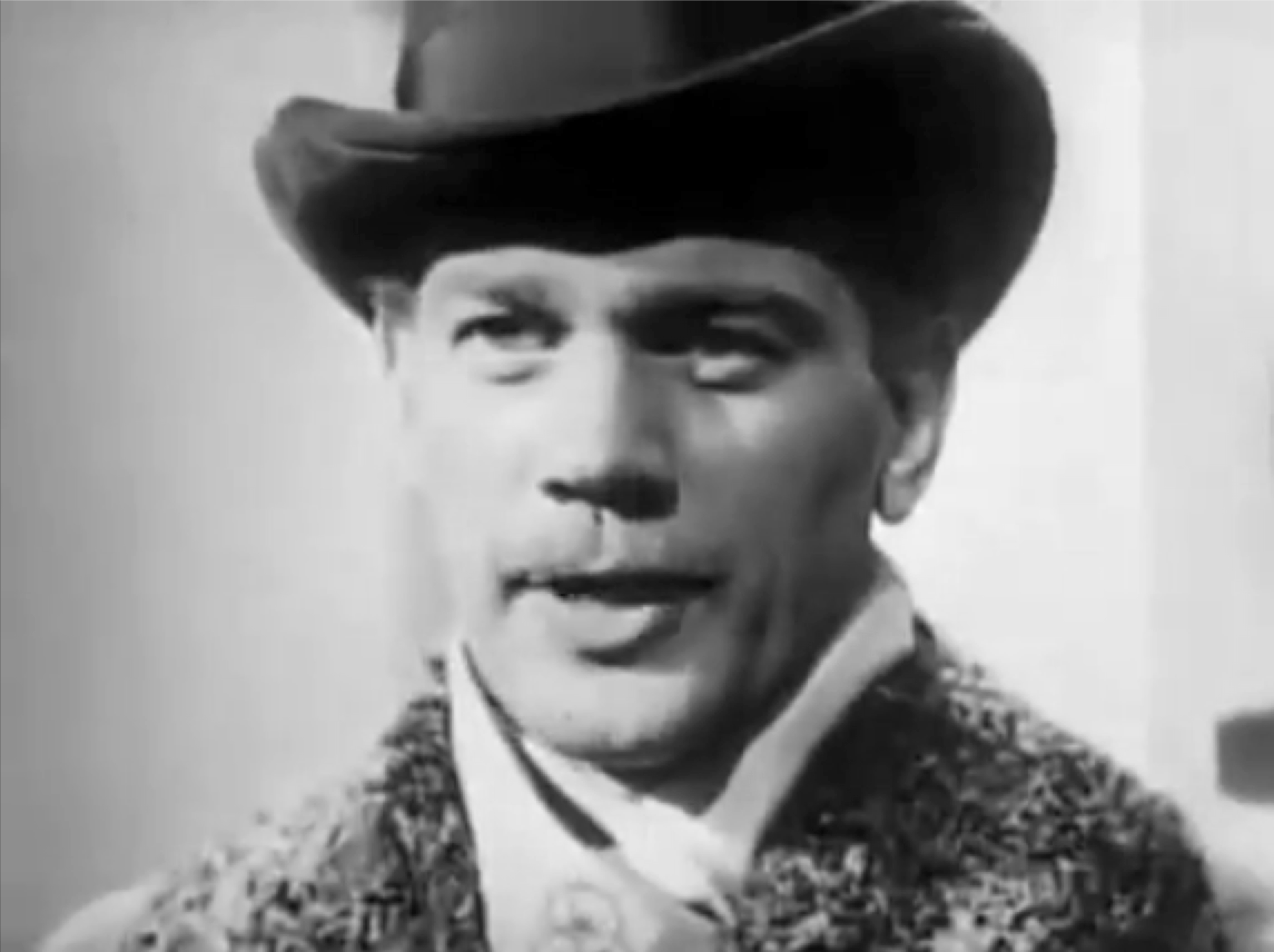
Joseph Cotten i De magnifika Ambersons från 1942

- 1965 – General Custers sista strid
- 1967 – Helvetescommandos
- 1970 – Tora! Tora! Tora!
- 1971 – Dr Phibes – den fasansfulle
- 1973 – Soylent Green – USA år 2022
- 1977 – Haveriplats: Bermudatriangeln
- 1980 – Heaven's Gate